# Pūrṇa
Purṇa Maitrāyanīputra noto anche semplicemente come Pūrṇa (sanscrito; Pali: Puṇṇa) (in sanscrito; Pali : Punna Mantānīputta, ; cinese: 富楼那弥多罗尼子); ... – V secolo) è stato un monaco buddhista indiano.
Era un arhat e uno dei dieci principali discepoli di Gautama Buddha, soprattutto nella predicazione del dharma.

## Vita
Purṇa Mantānīputta nacque a Donavatthu, vicino Kapilavatthu, in una famiglia di bramini. Sua madre era Mantānī (o Maitrāyanī), sorella del Ven. Añña Koṇḍañña, che divenne il maestro di Puṇṇa. Il Ven. Ananda, dopo il suo primo vassa, lo menziona come una grande influenza nell'Ānandasuttaṃ. Dice che grazie a lui era stato in grado di diventare un sotāpanna.
Il Ven. Sāriputta  venne a sapere di Purna per la prima volta attraverso una conversazione tra il Tathagata e un gruppo di shakyan che lo lodavano. Sāriputta ebbe la possibilità di incontrare Purṇa a Sāvatthī, dove gli chiese del dharma senza rivelare la propria identità. Come parte della sua risposta, Puṇṇa usò l'analogia dei carri a staffetta nella Rathavīnitasuttaṃ. Quindi entrambi rivelarono i loro nomi. Purṇa disse di essere chiamato Puṇṇa, ma conosciuto come Mantāniputta dai suoi compagni nella vita consacrata, e Sāriputta rispose di chiamarsi Upatissa, ma che era conosciuto dai suoi compagni nella vita santa come Sāriputta; si lodarono a vicenda.

## Altri monaci chiamati Puṇṇa

### Puṇṇa Sunāparantaka
Il ven. Puṇṇa a cui ci si riferisce nel Puṇṇasuttaṃ è, secondo i commenti, il Ven. Puṇṇa Sunāparantaka, un mercante vaishya nativo di Sunparanta, che divenne un bhikkhu dopo aver ascoltato il Buddha mentre attraversava Sāvatthī in uno dei suoi viaggi. Quando gli era stato chiesto dal Buddha cosa avrebbe pensato se la gente lo avesse attaccato o ucciso, Puṇṇa Sunāparantaka spiegava che si sarebbe trovato fortunato. Di conseguenza, il Buddha elogiò Puṇṇa Sunāparantaka per il suo autocontrollo e la sua tranquillità. Puṇṇa Sunāparantaka continuò fino a stabilire un migliaio di seguaci laici nell'insegnamento del Buddha. Alla morte di Sunparantaka, il Buddha discerneva che avesse raggiunto il Nirvana finale.